# Joseph Taiwo
Pour les articles homonymes, voir Taiwo.
Joseph Taiwo (né le 24 août 1959 à Ibadan) est un athlète nigérian, spécialiste du triple saut. 

## Biographie
Il se révèle lors des championnats d'Afrique de 1984, à Rabat au Maroc en remportant la médaille d'or, devant Ajayi Agbebaku et Mamadou Diallo, avec la marque de 17,19 m. Sélectionné pour les Jeux olympiques de Los Angeles, il se classe neuvième du concours. 
En 1987, Joseph Taiwo se classe sixième des premiers championnats du monde en salle, à Indianapolis, et cinquième des championnats du monde en plein air disputés en août 1987 à Rome. Il remporte par ailleurs la médaille d'argent des Jeux africains de Nairobi, devancé par le Ghanéen Francis Dodoo.
Il se classe neuvième des Jeux olympiques de 1988, à Séoul.
Son record personnel, établi le 30 juin 1988 à Bauchi, est de 17,22 m

## Palmarès
| Date | Compétition                    | Lieu         | Résultat | Épreuve     | Marque  |
| ---- | ------------------------------ | ------------ | -------- | ----------- | ------- |
| 1984 | Championnats d'Afrique         | Rabat        | 1er      | Triple saut | 17,19 m |
| 1984 | Jeux olympiques                | Los Angeles  | 9e       | Triple saut | 16,64 m |
| 1987 | Championnats du monde en salle | Indianapolis | 6e       | Triple saut |         |
| 1987 | Championnats du monde          | Rome         | 5e       | Triple saut | 17,29 m |
| 1987 | Jeux africains                 | Nairobi      | 2e       | Triple saut | 16,90 m |
| 1988 | Jeux olympiques                | Séoul        | 9e       | Triple saut | 16,46 m |

### Records
| Épreuve     | Performance | Lieu   | Date         |
| ----------- | ----------- | ------ | ------------ |
| Triple saut | 17,22 m     | Bauchi | 30 juin 1988 |